# Ettrick (Wisconsin)
Ettrick – miasto w Stanach Zjednoczonych, w stanie Wisconsin, w hrabstwie Trempealeau.